# Motore a U

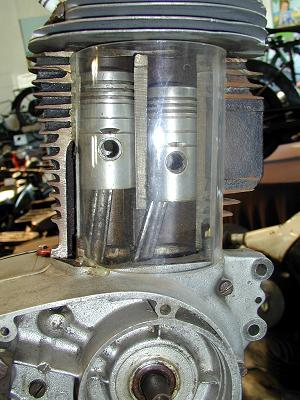
motore a 2 tempi a cilindri paralleli

Il motore a U è un motore a combustione interna, formato dall'unione a tandem di due motori in linea, viene definito motore in quadrato nel caso sia dato dall'unione in tandem di due motori bicilindrici in linea, ogni motore ha il proprio albero motore, uniti tramite ingranaggi o altro, mentre la variante a cilindri paralleli e del motore a cilindri convergenti è data da un motore a V con i cilindri paralleli con angolo pari a 0° nel primo caso, mentre nel secondo casi l'angolo sarà negativo.

## Descrizione
Questa configurazione a U è poco comune in quanto risulta più pesante di un equivalente motore a V, anche se il vantaggio principale dato dall'adozione della configurazione a U è dato dalla possibilità di utilizzare, nella sua costruzione le stesse parti dei motori in linea da cui deriva.
Nella configurazione a cilindri paralleli questo motore riesce ad essere più compatto e leggero, ma richiede l'uso di una nuova biella a "Y" che risulta più difficile da progettare, inoltre in molti casi i cilindri vengono uniti tra loro in modo che formino un unico pezzo, il che permette di ridurre ulteriormente il costo e il peso.

### Applicazioni
Un motore a U fu il 16 cilindri montato sulla Bugatti tipo 45. La Bugatti ne costruì solo due esemplari prima di cedere il progetto, in licenza, alla Duesenberg, negli Stati Uniti, che ne costruì altri 40 esemplari e in Francia alla Breguet. In entrambi i casi i motori erano pensati quali motori per l'aviazione.
La Matra, intorno al 1974, realizzò un prototipo della Bagheera che montava un motore a U da 8 cilindri di 2,6 litri, realizzato unendo due motori a quattro cilindri della Simca 1000 Rallye 2. Il collegamento dei due motori era ottenuto con l'utilizzo di una catena. A causa della crisi petrolifera di quegli anni la macchina non venne mai posta in produzione.
In campo motociclistico, si ricordano il 4 cilindri in quadrato dell'inglese Ariel Square Four, costruito dal 1931 al 1959, e i 2 tempi Suzuki (le RZ 250, RG 500 e RG Γ 500 da competizione e la RG Gamma stradale) e Kawasaki (la poco fortunata KR 500 da GP).